# Peter Marc Jacobson
Peter Marc Jacobson (New York, 27 ottobre 1957) è un produttore televisivo, sceneggiatore, attore  e regista televisivo statunitense.

## Filmografia parziale

### Produttore
- La tata (The Nanny) - 145 episodi (1993-1999) - esecutivo/coesecutivo
- L'amore è un trucco (The Beautician and the Beast) (1997) - esecutivo
- Le cose che amo di te (What I Like About You) - 34 episodi (2004-2006) - coesecutivo
- The Fran Drescher Show (2010) - esecutivo
- Happily Divorced - 34 episodi (2011-2013) - esecutivo
- Country Comfort - 10 episodi (2021) - coesecutivo

### Sceneggiatore
- La tata (The Nanny) - 145 episodi (1993-1999)
- Dadi - 61 episodi (2001-2002)
- La niñera - 172 episodi (2004)
- Le cose che amo di te (What I Like About You) - 5 episodi (2004-2006)
- Happily Divorced - 34 episodi (2011-2013)
- Country Comfort - 2 episodi (2021)

### Attore
- Chi tocca il giallo muore (The Big Brawl), regia di Robert Clouse (1980)
- Dynasty - serie TV, 2 episodi (1984-1985)
- Dinosauri a colazione (Movers & Shakers), regia di William Asher (1985)
- Generations - serie TV, 14 episodi (1989-1990)
- Desideri, regia di Michael Cardoso (Bruno Mattei) (1990)
- La tata (The Nanny) - 3 episodi (1994-1999)
- Toy Boy - Un ragazzo in vendita (Spread), regia di David Mackenzie (2009)

### Regista
- La tata (The Nanny) - 21 episodi (1998-1999)
- Le cose che amo di te (What I Like About You) - 3 episodi (2005)
- Happily Divorced - 3 episodi (2012-2013)

## Vita privata
Dal 1978 al 1999 (divorzio) è stato sposato con l'attrice e comica Fran Drescher, che ha lavorato con lui ne La tata.